# Kłecko Wielkopolskie
Kłecko Wielkopolskie – nieczynna stacja kolejowa w Kłecku, w województwie wielkopolskim. Obecnie przejeżdżają tędy jedynie składy towarowe. Budynek stacyjny zmieniony został w prywatne mieszkanie.